# Allophylus caudatus
Allophylus caudatus är en kinesträdsväxtart som beskrevs av Ludwig Radlkofer. Allophylus caudatus ingår i släktet Allophylus och familjen kinesträdsväxter. Inga underarter finns listade i Catalogue of Life.